# Plaza Primero de Mayo (Buenos Aires)
La Plaza Primero de Mayo se encuentra en el barrio de Balvanera en la ciudad de Buenos Aires, Argentina. 

## Ubicación
Esta plaza se encuentra limitada por las calles Hipólito Yrigoyen, Pasco y Alsina. Fue remodelada en el año 2006 y nuevamente puesta en valor en el 2012.

## Características
La plaza posee un mástil en su centro. Sobre un lateral linda con propiedades de particulares mientras que en sus otros tres laterales linda con las calles Hipólito Yrigoyen, Pasco y Alsina. En este predio desde el año 1833 hasta el año 1891 se ubicó el Cementerio de Disidentes, también conocido como Cementerio Victoria.

## Historia
Este predio perteneció a De la Serna y fue parte del llamado Hueco de los Olivos (antiguamente se llamaba hueco a predios sin uso).
Debido a la necesidad de los creyentes de religiones no católicas (llamados disidentes), como protestantes o judíos, se les hizo necesario poseer un cementerio, ya que los cementerios eran solo para personas fallecidas en la fe católica.
El primer cementerio de disidentes se instaló en un sector en la cercanía del camposanto de la Iglesia del Socorro pero dejó de utilizarse en el año 1833 al colmarse su capacidad, quedando abandonado hasta 1840.
Frente a la necesidad de un nuevo cementerio de disidentes en el año 1833 se estableció allí el segundo cementerio disidente, que estuvo administrado por una comisión compuesta por ciudadanos alemanes, estadounidenses e ingleses. También fueron enterrados los primeros judíos que vivieron en Buenos Aires, a partir de 1870.
El 14 de septiembre de 1891 se dispone la clausura definitiva de este segundo cementerio disidente, a pesar de lo cual la última inhumación se realiza el 5 de noviembre de ese mismo año.
En 1915 es demolida la capilla que se encontraba sobre la calle Hipólito Yrigoyen. En 1923 se concluye con el traslado de los restos, pero es interesante recordar que no todos fueron retirados, ya que muchos no reclamados, permanecen aún en la plaza. Dentro de reconocidas personas inhumadas se encuentra doña Elisa Chitty de Brown, la esposa del almirante Guillermo Brown, a quien se la recuerda en una placa de bronce. También el patriota coronel don Juan B. Thorne, fallecido el 1 de agosto de 1885. Sus restos se encuentran hoy en el Cementerio Británico, y su bóveda es Monumento Histórico Nacional. 
Por ordenanza número 889 B.M. 330 del 14 de abril de 1925, se le asigna el nombre de “Plaza Primero de Mayo”, y se la inaugura en esa misma fecha del año 1928 con la presencia del intendente Carlos M. Noel, y del ministro del Interior Vicente Gallo.
El mismo día de la inauguración se descubre también el monumento Al Trabajo del escultor Ernesto Soto Avendaño (1886-1969), que había obtenido el primer premio de escultura en 1921, y que fue adquirido por el Concejo Deliberante para ser ubicado en esta plaza. La obra representa a un hombre de edad madura que lleva sobre su hombro una pesada masa.
También se encuentra aquí el mástil Monumento a la Patria realizado por los ingenieros Bernardo Joselevich y Germán Joselevich y el escultor Israel Hoffman. Donado por la comunidad israelita de Buenos Aires fue inaugurado el 19 de octubre de 1951.
Se recuerda también en una placa (hoy faltante) a don Francisco Narciso de Laprida, presidente del Congreso que proclamó la Independencia Nacional el 9 de julio de 1816.
Durante la remodelación durante el año 2006 se encuentran restos del cementerio.